# آئین دادرسی مدنی
آئین دادرسی مدنی تشریفاتی است که مشخص می‌کند افرادی که مدعی حقی برای خود هستند یا اختلافی در امور مدنی با یکدیگر دارند چگونه می‌توانند این حقوق را به موقع اجرا در آورند.
به بیانی دیگر آیین دادرسی مدنی، قواعدی است که اصحاب دعوا اعم از خواهان و خوانده، قضات محاکم و اشخاص وابسته به آن‌ها در امر قضا، در جریان دادرسی از آغاز تا فرجام رسیدگی دادگاه و صدور حکم باید رعایت کنند. منظور از اشخاص وابسته به دستگاه قضایی، مدیران دفاتر، مأموران اطلاع و اجرای احکام، وکلاء، کارشناسان و مترجمان رسمی هستند.
وجود این مقررات بیان‌گر این واقعیت است که افراد نمی‌توانند برای احقاق حق خود و اجرای عدالت به‌طور شخصی و به میل خود اقدام کنند.
آئین دادرسی گاه حقوق شکلی خوانده می‌شود و دربرابر حقوق ماهوی قرار داده می‌شود. منظور از این اصطلاح اینست که قوانین ماهوی وجود حق را مشخص می‌کنند، اما آئین دادرسی به شکل و روش اثبات و اجرای این حق می‌پردازد. 
طبق  ماده 1 قانون آیین دادرسی مدنی: «آیین دادرسی مدنی، مجموعه اصول و مقرراتی است که در مقام رسیدگی به امور حِسبی و کلیه دعاوی مدنی و بازرگانی در دادگاه‌های عمومی، انقلاب، تجدیدنظر، دیوان عالی کشور و سایر مراجعی که به موجب قانون موظف به رعایت آن می‌باشند به کار می‌رود». 

## معنی لغوی
«آیین» در لغت فارسی از جمله به مفهوم «رسم، روش و شیوه» آمده است. واژه Procedure در زبان جاری فرانسه، به مفهوم اعم آن، به معنای «پیش روی» و «نحوه اقدام برای رسیدن به هدف» آمده و از این روست که واژه «آیین» می تواند در لغت معادل آن قرار گیرد.

## قوانین
قوانین مربوط به آئین دادرسی مدنی به جهت ماهیت خود که برای تسهیل کار دادگاه‌ها تنظیم می‌شوند و شرایط موجود در نحوه اجرای آن‌ها تأثیر بسزایی دارد، معمولاً به سرعت تغییر می‌کنند. اولین قانون آئین دادرسی مدنی در ایران در سال ۱۳۱۶ با نام «اصول محاکمات حقوقی» از تصویب مجلس شورای ملی گذشت و بارها مورد تجدید نظر کلی و جزئی قرار گرفت. در حال حاضر قانون سال ۱۳۷۹ معتبر است که تحت عنوان « قانون ائین دادرسی دادگاه‌های عمومی و انقلاب در امور مدنی» در ۵۲۹ ماده روز ۲۱ فروردین ۱۳۷۹ به تصویب مجلس شورای اسلامی رسیده‌است.

## اهمیت آئین دادرسی مدنی در نظام حقوقی ایران
آئین دادرسی مدنی نکات بسیار ظریف و حساسی دارد که در ارائه دفاعیات مؤثر و حفظ حقوق اصحاب دعوی بسیار مهم است. وکلای برجسته بر این قوانین مسلط شده اند و از قدرت دفاع قوی تری برای احقاق حق موکلین خود برخوردار هستند. خیلی از اوقات برخلاف ذیحق بودن موکل، به دلیل عدم اقدامات به موقع یا مطابق آئیین دادرسی حق موکل ضایع می‌گردد و از همین روست که یادگیری و تسلط بر آئیین دادرسی برای یک وکیل زبده الزامی است.  

#### آموزش آئین دادرسی در دانشگاه
در دانشگاه ها، دانشجویان حقوق، سه واحد در خصوص آئین دادرسی مدنی را طی می‌کنند. در این دروس با نکات کلیدی در خصوص صلاحیت های ذاتی و محلی، تشکل های قضائی و رویه برگذاری جلسات دادگاه آشنا می‌شوند. لیکن علم تئوریک برای اینکه بتوانند دفاع جامع ای از موکل خود داشته باشند کفایت نمی‌کند فلذا اکثریت وکلا در دوران کارآموزی نکات حساس آئین دادرسی مدنی را می‌آموزند.

#### آموزش آئیین دادرسی در رویه
هر وکیل موظف است دو سال دوری کارآموزی را طی کرده و با حضور در جلسات دادگاه با پیج و خم های دادرسی آشنا شود و آنچه در دانشگاه آموخته را به نحو عملی تجربه کند. این دوران بسیار کلیدی و تعیین کننده در آموزش وکیل می‌باشد لیکن بنظر می‌رسد که به دلیل حساسیت حرفه وکالت و از آنجایی که با جان و مال مردم در ارتباط است، شاید بهتر باشد کارآموزان از طریق دیگری به آئیین دادرسی مدنی مسلط شوند.

#### آموزش آئیین دادرسی در دادگاه‌های تمرینی
دادگاه های تمرینی روش مؤثر و مفیدی برای آموزش تمامی مفاهیم حقوقی می‌باشد و اخیراً در دانشگاه های ایران مورد توجه قرار گرفته است. دادگاه تمرینی فرصتی برای وکلاست که با یکدیگر در شرایط کنترل شده و بدون به خطر انداختن مال، آزادی و جان موکل، تمرین کنند و توانمندی های خود را افزایش دهند. حسن دیگر این رقابت ها این است که بهترین وکیل انتخاب می‌شود و با ارائه توانمندی های استدلال و فضل حقوقی به موکلین معرفی می‌گردد.